# Île du Lys
Île du Lys (auch: Ile du Lise, Le Lys dt.: Insel der Lilie) ist eine kleine Insel der Îles Glorieuses, nördlich von Madagaskar am nördlichen Ende der Straße von Mosambik gelegen. Politisch gehören sie zu den Îles Éparses, einem Distrikt des französischen Überseegebiets Terres australes et antarctiques françaises.

## Geographie
Die Îles Glorieuses liegen im westlichen Indischen Ozean, rund 210 km nordöstlich des Cap d’Ambre, der Nordspitze Madagaskars, und ungefähr 250 km nordöstlich von Dzaoudzi auf Mayotte. Die von einem ausgedehnten Korallenriff umgebenen Inseln sind flach, Teile der Lagune fallen bei Niedrigwasser trocken. Die Île du Lys weist weit weniger Vegetation auf als Grande Glorieuse und besteht hauptsächlich aus Kalkfelsen. Ein größerer Sandhügel und eine Salzwasser-Lagune bestimmen die Landschaft. Die Insel ist länglich geformt, etwa 600 m lang und von großen Sandbänken umgeben, die bei Niedrigwasser trocken liegen.

### Klima
Das Klima ist tropisch und weist im Jahresverlauf nur geringe Temperaturschwankungen auf. Von Mai bis November unterliegt die Inselgruppe dem Einfluss des Südostpassats; in dieser Zeit liegen die Durchschnittstemperaturen zwischen 24,8 und 27,7 °C, die relative Luftfeuchtigkeit beträgt 75–81 %. Während der Trockenzeit von September bis November fallen nur geringe Niederschlagsmengen. Von Dezember bis April dominiert der Nordwestmonsun; bei hoher Luftfeuchtigkeit (81–84 %) und Durchschnittstemperaturen um 28 °C fallen beträchtliche Niederschlagsmengen von monatlich rund 100 bis über 200 mm. Während der warmen Jahreszeit sind die Inseln gelegentlich von tropischen Wirbelstürmen betroffen.

## Naturschutz
Die Insel wurde von BirdLife International als an Important Bird Area (IBA) ausgewiesen aufgrund einer sehr großen Kolonie von etwa 100.000 Paaren von Rußseeschwalben (Onychoprion fuscatus), sowie 100 Paaren von Noddis  (Anous stolidus).